# Gertrud af Klintberg
Gertrud Matilda Katarina af Klintberg, född 22 oktober 1866 i Stockholm, död där 26 juli 1927, var en svensk socialarbetare och politiker. 
af Klintberg var dotter till överkommissarien vid civilstatens pensionsinrättning Ferdinand af Klintberg och Gertrud Bergman. Hon utbildade sig till slöjdlärare vid Nääs slöjdlärarseminarium. Hon var föreståndare för Scholanders fotografiska magasin 1894–1901, 1905–1923 föreståndare för Föreningen för välgörenhetens ordnandes slöjdavdelning. Hon var engagerad i Stockholms fattigvård, såsom ledamot av fattigvårdsnämnden från 1906, dess ordförande 1926, ledamot av stadens arbetslöshetskommitté 1914–1927, ordförande i Stockholms andra pensionsdistrikt från 1914, ledamot av stadens kommunala lönegregleringskommitté från 1918 samt av stadsfullmäktige 1920–1923. Hon ledde från 1922 den praktiska utbildningen inom Institutet för socialpolitisk och kommunal utbildning och forskning. 
Gertrud af Klintberg erhöll den kungliga medaljen Illis Quorum.